# Tassos Bulmetis
Tassos Bulmetis (Istambul, 1957) és un director de cinema grec. Ha dirigit la pel·lícula Un toc de canyella, la pel·lícula que més entrades ha venut a Grècia.

## Biografia
Va néixer l'any 1957 a Istanbul però el 1964 es va veure obligat a abandonar-la i establir-se a Grècia. Primer va estudiar física a la Universitat d'Atenes i després, amb una beca de la Fundació Onassis, va estudiar producció de cinema i televisió a la Universitat de Califòrnia a Los Angeles. Va tornar a Grècia i va començar a dirigir programes de televisió i anuncis. També va treballar en efectes especials digitals.
El 1990 va debutar com a director amb la pel·lícula Βiotekhnia Oneiron. El 2003, va dirigir la seva següent pel·lícula, Un toc de canyella,de la qual també va ser guionista. La pel·lícula va tenir un gran èxit comercial a Grècia, amb 1.229.633 entrades, que són el màxim que una pel·lícula ha fet mai al país. La pel·lícula va guanyar el premi a la millor pel·lícula als Premis de Qualitat Cinematogràfica Estatal i Tasos Bulmetis el premi al director i el premi al guió en els mateixos premis.
La seva següent pel·lícula va ser la pel·lícula autobiogràfica Notias, que es va estrenar el 2016. El 2018, va estrenar el documental dramatitzat sobre la victòria de l'AEK sobre l'Slavia Praga a la final de la Copa d'Europa de Bàsquet de 1968, titulat 1968.
Durant un període va ser professor ajudant a la Universitat de Califòrnia, mentre que ha ensenyat direcció a l'IEK Akmi. L'any 2009 va ser escollit primer president de l'Acadèmia de Cinema Hel·lènic.

## Filmografia
- Βιοτεχνία Ονείρων (1990)
- Un toc de canyella (2003)
- Νοtias (2016)
- 1968 (2018)